# Следећи топ-модел Америке
Следећи топ-модел Америке (енгл. America's Next Top Model) америчка је ријалити серија и интерактивно такмичење у којем се велики број аспирационих модела такмичи за титулу „Следећег топ-модела Америке” и шансу да започну каријеру у индустрији моделирања. Креирана од стране Тајре Бенкс, која такође ради као извршни продуцент и коју су развили Кен Мок и Кенја Берис, серија се премијерно емитује од 20. маја 2003. године. Првих шест сезона (познатије као „циклуси”) емитовале су се на Ју-Пи-Ен, до 2006. године када се спојио са Д Даблју-Би из чега је настао Си-Даблју. Наредних шеснаест циклуса емитовани су на Си-Даблју све до октобра 2015. године када је серија отказана. Серија је оживела са двадесет четвртим циклусом који се тренутно емитује на Ви-Ејч ван. Серија је била један од највише рангираних програма на Ју-Пи-Ену и био је највише рангиран шоу на Си-Даблју од 2007. до 2010. године. Оглашивачи су платили 61 315 долара за тридесетосекундни слот током телевизијских сезона 2011–2012, што је највише током свих серија емитованих на Си-Даблју.
Прва двадесет два циклуса серије и двадесетчетврти циклус презентовала је Тајра, док је двадесет трећи презентовала Рита Ора. Серија такође запошљава панел од двоје или троје додатних судија, креативног директора и тренера писте.